# Меженцин (Серпецький повіт)
Меженцин (пол. Mierzęcin) — село в Польщі, у гміні Щутово Серпецького повіту Мазовецького воєводства.
Населення — 130 осіб (2011).

## Демографія
Демографічна структура станом на 31 березня 2011 року:
|          | Загалом | Допрацездатний вік | Працездатний вік | Постпрацездатний вік |
| -------- | ------- | ------------------ | ---------------- | -------------------- |
| Чоловіки | 59      | 15                 | 40               | 4                    |
| Жінки    | 71      | 19                 | 39               | 13                   |
| Разом    | 130     | 34                 | 79               | 17                   |